# John Jellico
John Fletcher Jellico (24. oktober 1856 - 9. august 1925) var en britisk sejler som deltog i OL 1908 i London.
Jellico vandt en sølvmedalje i sejlsport under OL 1908 i London. Han kom på en andenplads i 12-meter klassen i båden Mouchette.